# Tanjung Garbus Satu
Tanjung Garbus Satu is een bestuurslaag in het regentschap Deli Serdang van de provincie Noord-Sumatra, Indonesië. Tanjung Garbus Satu telt 3274 inwoners (volkstelling 2010).